# 穆尔河畔佩尔内格
穆尔河畔佩尔内格是奥地利施蒂利亚州穆尔河畔布鲁克县的一个市镇。总面积86.05平方公里，总人口2429人，人口密度28.2人/平方公里（2001年）。著名的国际象棋手 Laurenz Gierer 住在兹拉滕。